# Nucleoporine
De nucleoporinen zijn een groep structuureiwitten die de bouwstenen vormen van kernporiën. Kernporiën zijn grote structuren die ingebed zijn in het kernmembraan van de celkern en de kanalen zijn waardoorheen macromoleculen (RNA en eiwitten) getransporteerd kunnen worden. Kernporiën maken daarnaast het passief transport van kleine moleculen mogelijk. Nucleoporines zijn in staat om moleculen met een zeer hoge snelheid door het kernmembraan heen te vervoeren. Een enkele kernporie kan elke minuut wel 60.000 eiwitmoleculen laten passeren.
De eiwitfamilie bestaat uit ongeveer 30 eiwitten, waarvan nucleoporine 62 (p62) het meest voorkomt. Het p62-eiwit wordt gesynthetiseerd als een hydrofiele cytoplasmatische precursor van 61 kDa. Vervolgens vinden modificaties plaats, zoals de toevoeging van N-acetylglucosamine-residuen. Na assemblage met andere eiwitten wordt het ingebed in het kernmembraan.